# Maria Carola Cecchin
 (décembre 2021).
Si vous disposez d'ouvrages ou d'articles de référence ou si vous connaissez des sites web de qualité traitant du thème abordé ici, merci de compléter l'article en donnant les références utiles à sa vérifiabilité et en les liant à la section « Notes et références ».
Maria Carola Cecchin (1877 - 1925), est une religieuse italienne, missionnaire au Kenya pendant 20 ans. Elle travailla aux soins médicaux et à l'instruction chrétienne des  populations africaines, et mourut d'épuisement. Elle est vénérée comme Bienheureuse par l'Église catholique et fêtée le 13 novembre.

## Biographie

### Débuts de vie religieuse
Fiorina Cecchin est née le 3 avril 1877. À 19 ans, elle tente d'intégrer les Sœurs Dorothées, qui la refusent à cause de sa santé fragile. Grâce au soutien de son curé, elle parvient à entrer, à 19 ans, chez Sœurs de Saint Joseph Benoît Cottolengo à Turin. Elle commence son noviciat le 2 octobre 1897, sous le nom de sœur Maria Carola. Après sa profession religieuse, en 1899, elle s'occupe de la cuisine du séminaire de Giaveno .
Se sentant appelée par la mission dans les terres lointaines, elle en fait part à ses supérieurs, qui considèrent son projet recevable. Le 28 janvier 1905, sœur Maria Carola Cecchin part pour l'Afrique avec six autres sœurs de sa Congrégation. Arrivées au Kenya, on leur confie l'instruction chrétienne des enfants et des adultes, ainsi que l'éducation élémentaire des plus jeunes.

### Missionnaire auKenya
Les débuts sont difficiles car il faut s'adapter au climat, à la culture et à la langue locale, et travailler avec les Missionnaires de la Consolata, déjà présents sur place. La collaboration avec eux va être complexe, de par leurs divergences de méthodes. 
Sœur Maria Carola Cecchin est nommée supérieure de la mission. Elle s'occupe de la gestion des différentes maisons gérées par sa congrégation, mais aussi de catéchisme, assistance aux pauvres et soins aux malades.  Sa santé se détériore, mais sœur Maria Carola continue ses œuvres.

### Dernières années et mort
La pauvreté du couvent de Tigania n'arrange rien à la santé défaillante de sœur Maria Carola. Les rapports avec les Missionnaires de la Consolata se sont détériorés, ils ne soutiennent plus leur mission, ce qui aggrave la vie  des religieuses, finalement, le pape Benoît XV demande le retour des sœurs en Italie.
Étant la supérieure, sœur Maria Carola Cecchin choisit d'être la dernière à partir en Europe, sur les 44 sœurs présentes au Kenya.
Elle meurt d'épuisement le 13 novembre 1925, âgée de 48 ans, sur le paquebot Porto di Alessandretta. Selon les normes sanitaires, son corps est jeté par dessus bord, dans les eaux de la Mer Rouge.

## Vénération

### Enquête sur les vertus
La cause pour la béatification et la canonisation de sœur Maria Carola Cecchin débute le 24 avril 2014 à Turin. L'enquête diocésaine récoltant les témoignages sur sa vie se clôture le 28 mai 2015 puis envoyée à Rome pour y être étudiée par la Congrégation pour les causes des saints. 
Après le rapport positif des différentes commissions sur la sainteté de sœur Maria Carola Cecchin, le pape François procède, le 23 novembre 2020, à la reconnaissance de ses vertus héroïques, lui attribuant ainsi le titre de vénérable.

### Premier miracle
Le 13 décembre 2021, le pape François reconnaît comme authentique le miracle attribué à l'intercession de sœur Cecchin , et signe le décret de sa béatification. 
Elle est solennellement proclamée bienheureuse le 5 novembre 2022 à Meru, au Kenya.